# Gulbenes Sporta centrs
Gulbenes Sporta Centrs è uno stadio polivalente a Gulbene, in Lettonia. Attualmente è utilizzato principalmente per le partite di calcio ed è lo stadio di casa del Futbola Biedrība Gulbene . Lo stadio può contenere 1.500 persone.